# Mas d'Alimbau
El Mas d'Alimbau és una obra noucentista de la Selva del Camp (Baix Camp) inclosa a l'Inventari del Patrimoni Arquitectònic de Catalunya.

## Descripció
Gran conjunt d'edificis blancs, dels quals destaca el mas pròpiament dit, amb dues torres disposades simètricament. El mas, de planta rectangular, te coberta a dues vessants i un aspecte de centre de gran hisenda. Al seu entorn, a part d'instal·lacions d'esplai hi ha granges i dependències agrícoles. S'hi arriba per un camí particular que hi mor, generalment barrat per una cadena. Sota els edificis passa la riera d'Almoster, poble amb el qual te l'única comunicació, malgrat pertànyer al terme de la Selva.

## Història
Anteriorment era conegut com a Mas d'en Grau. En èpoques més recents es coneix amb el nom de Limbau o d'Alimbau. La finca s'ubica en terres de la Selva i d'Almoster, i ocupa una superfície de 280 metres quadrats. La producció és bàsicament agrícola i ramadera, però també se'n fa ús forestal.